# 喷水推进器

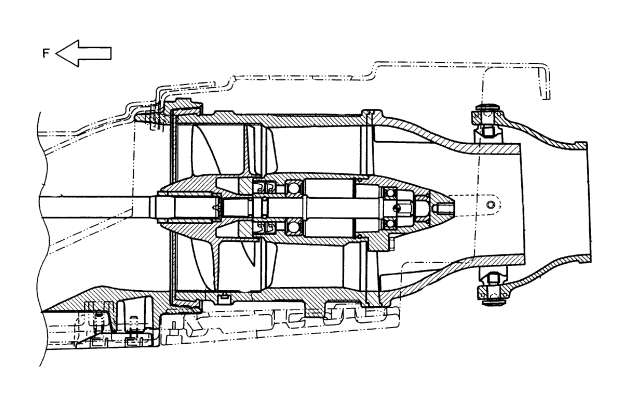
典型的用於小型船舶的噴水推進器

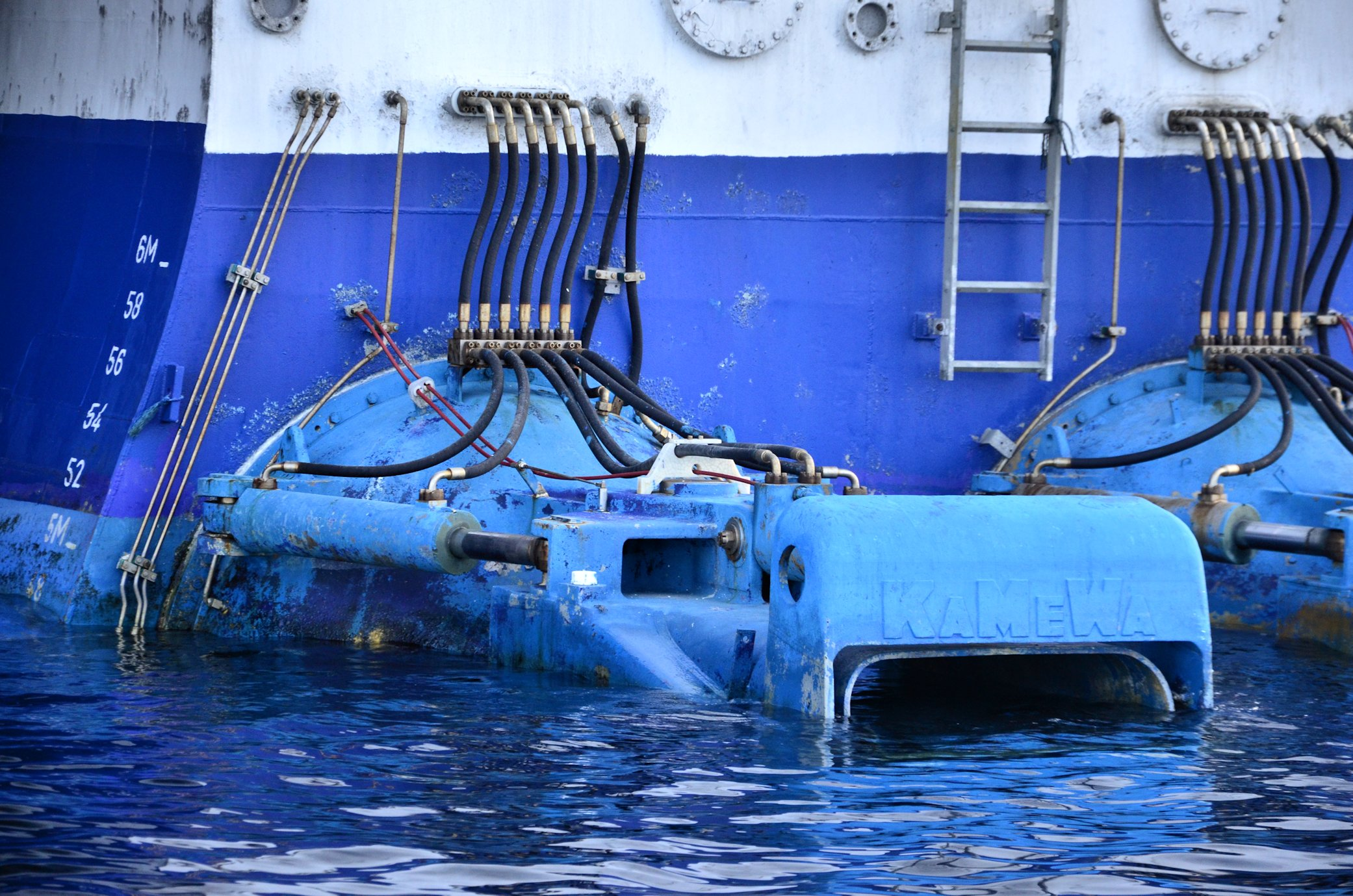
用於快艇的噴水推進器，由KaMeWa公司生產

噴水推進器（英語：Pump-jet）是一種推进裝置位于船内，利用喷射流体所产生的反作用力推动船舶前进的推进器
。而傳統的利用螺旋槳推進系統，推進裝置位於船外。利用噴水推進器推進的船隻，通常具有較高的速度和操控的靈活性。在民用方面，噴水推進器多用於小型客輪及遊艇；而在軍用方面噴水推進器被運用於需要較高機動性能的艦船中。

## 工作原理
吸水再噴水

## 優點
- 速度較高
- 機動性能好，可以配合矢量噴嘴，使船體可左、右側移或旋轉[2]
- 吃水較淺，可航行淺水區[2]

## 缺點
- 高速運行造成高油耗和震動[2]
- 推進器內部可能吸入雜物，清理難度較高[2]